# Hermann von Eichhorn
Emil Gottfried Hermann von Eichhorn, född den 13 februari 1848, död den 30 juli 1918 (mördad), tysk militär; sonson till Johann Albrecht Friedrich von Eichhorn, dotterson till Friedrich von Schelling, general 1904, generalöverste 1913, generalfältmarskalk 1917.